# دانشگاه علوم پزشکی آرکانزاس
دانشگاه علوم پزشکی آرکانسا (به انگلیسی: University of Arkansas for Medical Sciences) یکی از دانشگاه‌های ایالات متحده آمریکا بوده و در لیتل راک واقع است.

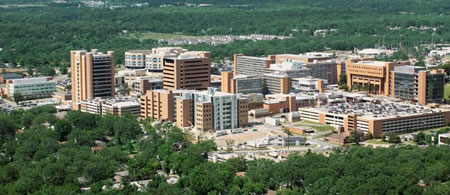